# Кафирефс (пролив)
Кафире́фс (греч. Καφηρέας) — пролив между островами Эвбея и Андрос в Греции. Название Кафирефс имеет древнегреческие корни.
Пролив принадлежит бассейну Эгейского моря. В самом узком месте ширина пролива составляет 11 километров, его протяжённость порядка 30 километров. Пролив характеризуется сильным течением направленным с севера на юг, по направлению перемещения водных масс Чёрного и Мраморного морей в Средиземное.
Располагающийся в проливе одноимённый мыс упоминается в греческой мифологии. Когда Одиссей возвращался из Трои, боги наслали на флот героя шторм, Навплий в отместку за убийство своего сына Паламеда зажёг на мысе Кафирефс ложные огни, благодаря чему многие корабли разбились.